# لومي
لُومي (بالفرنسية: Lomé؛ بالألمانية: Lome) هي عاصمة جمهورية توغو وكبرى مدنها. تقع لومة في أقصى جنوب توغو وفي الطرف الغربيِّ من ساحلها المطلِّ على خليجِ غِينِيَة عند حدودها مع غانة التي لا تبعد عن مركز المدينة غربا إلا ببضع مئات من الأمتار، ويبلغ عدد سكانها الحضريون نحو 837,437 نسمة بينما عدد سكان مجالها الحضريِّ 2,188,376 نسمة، ويقالُ «لُومِيٌّ» لمن يُنسب إليها. إضافة إلى كونها مركز القرار، تعد لومة المركز الصناعي والميناء الرئيسَيْنِ في الجمهورية، ويأوي هذا الأخير مصفاة النفط ومَسفَنًا.
ظهرت مدينة لومة في أواخر القرن التاسع عشر للميلاد نتيجة نشاط التجار الإيبِيِّينَ الباحثينَ عن موانئَ لا يَمْكَسُ فيها البَرِيطانيُّون. وقد كانت لومة من قبلُ مجموعةَ قرًى ساحليةٍ تقع عند الحدود الغربية لساحل الذهب (غانة الآن) الذي يحتله البريطانيون منذ عام 1821.

## الموقع الجغرافي
تقع لومي في أقصى الجنوب الغربي لتوغو في مقابلة الحدود الغنية، عند إنشائها، كانت بلدية لومي محصورة بين البحيرة إلى الشمال، والمحيط الأطلسي إلى الجنوب، وقرية بي إلى الشرق، وحدود أفلاو إلى الغرب.
اليوم، شهدت المنطقة توسعًا هائلاً، وتحدها مجموعة التأمين التوغولية (GTA) من الشمال، والمحيط الأطلسي من الجنوب، ومصفاة النفط من الشرق، والحدود بين توغو وغانا من الغرب. وتمتد المنطقة على مساحة 333 كيلومترًا مربعًا، بما في ذلك 30 كيلومترًا مربعًا في منطقة البحيرة.
وتمتد خدمات بلدية لومي إلى ما هو أبعد من حدود الخليج والبلدية الواقعة شمال وشرق المدينة.
المسافة بين لومي وباقي مدن البلاد
لومي/ تسيفيي: 35 كم
لومي/ أنيهو : 45 كم
لومي/ تابليغبو : 90 كم
لومي/ نوتسي: 100 كم
لومي/ كباليمي: 121 كم
لومي/ أتاكبامي: 167 كم
لومي/ بليتا: 273 كم
لومي/ سوكودي: 355 كم
لومي/ بافيلو: 404 كم
لومي/ باسار: 412 كم
لومي/ كارا: 428 كم
لومي/ كاندي: 503 كم
لومي/ مانجو: 592 كم
لومي/ داباونج: 662 كم

### المناخ
يظهر الجدول التالي التغييرات المناخية على مدار السنة للومي:
| البيانات المناخية لـالبيانات المناخية لمدينة لومي (مطار لومي) 1991-2020، الأوضاع الطبيعية والمتطرفة من 1892 إلى الوقت الحاضر | البيانات المناخية لـالبيانات المناخية لمدينة لومي (مطار لومي) 1991-2020، الأوضاع الطبيعية والمتطرفة من 1892 إلى الوقت الحاضر | البيانات المناخية لـالبيانات المناخية لمدينة لومي (مطار لومي) 1991-2020، الأوضاع الطبيعية والمتطرفة من 1892 إلى الوقت الحاضر | البيانات المناخية لـالبيانات المناخية لمدينة لومي (مطار لومي) 1991-2020، الأوضاع الطبيعية والمتطرفة من 1892 إلى الوقت الحاضر | البيانات المناخية لـالبيانات المناخية لمدينة لومي (مطار لومي) 1991-2020، الأوضاع الطبيعية والمتطرفة من 1892 إلى الوقت الحاضر | البيانات المناخية لـالبيانات المناخية لمدينة لومي (مطار لومي) 1991-2020، الأوضاع الطبيعية والمتطرفة من 1892 إلى الوقت الحاضر | البيانات المناخية لـالبيانات المناخية لمدينة لومي (مطار لومي) 1991-2020، الأوضاع الطبيعية والمتطرفة من 1892 إلى الوقت الحاضر | البيانات المناخية لـالبيانات المناخية لمدينة لومي (مطار لومي) 1991-2020، الأوضاع الطبيعية والمتطرفة من 1892 إلى الوقت الحاضر | البيانات المناخية لـالبيانات المناخية لمدينة لومي (مطار لومي) 1991-2020، الأوضاع الطبيعية والمتطرفة من 1892 إلى الوقت الحاضر | البيانات المناخية لـالبيانات المناخية لمدينة لومي (مطار لومي) 1991-2020، الأوضاع الطبيعية والمتطرفة من 1892 إلى الوقت الحاضر | البيانات المناخية لـالبيانات المناخية لمدينة لومي (مطار لومي) 1991-2020، الأوضاع الطبيعية والمتطرفة من 1892 إلى الوقت الحاضر | البيانات المناخية لـالبيانات المناخية لمدينة لومي (مطار لومي) 1991-2020، الأوضاع الطبيعية والمتطرفة من 1892 إلى الوقت الحاضر | البيانات المناخية لـالبيانات المناخية لمدينة لومي (مطار لومي) 1991-2020، الأوضاع الطبيعية والمتطرفة من 1892 إلى الوقت الحاضر | البيانات المناخية لـالبيانات المناخية لمدينة لومي (مطار لومي) 1991-2020، الأوضاع الطبيعية والمتطرفة من 1892 إلى الوقت الحاضر |
| الشهر | يناير | فبراير | مارس | أبريل | مايو | يونيو | يوليو | أغسطس | سبتمبر | أكتوبر | نوفمبر | ديسمبر | المعدل السنوي |
| --- | --- | --- | --- | --- | --- | --- | --- | --- | --- | --- | --- | --- | --- |
| الدرجة القصوى °م (°ف) | 35.7 (96.3) | 36.4 (97.5) | 36.3 (97.3) | 35.0 (95.0) | 34.8 (94.6) | 36.4 (97.5) | 32.8 (91.0) | 36.5 (97.7) | 35.5 (95.9) | 33.8 (92.8) | 38.1 (100.6) | 36.7 (98.1) | 38.1 (100.6) |
| متوسط درجة الحرارة الكبرى °م (°ف)                                                                                            | 32.8 (91.0) | 33.5 (92.3) | 33.4 (92.1) | 33.1 (91.6) | 32.4 (90.3) | 30.6 (87.1) | 29.3 (84.7) | 28.9 (84.0) | 29.9 (85.8) | 31.4 (88.5) | 32.9 (91.2) | 33.2 (91.8) | 31.8 (89.2) |
| المتوسط اليومي °م (°ف) | 28.4 (83.1) | 29.4 (84.9) | 29.6 (85.3) | 29.3 (84.7) | 28.6 (83.5) | 27.3 (81.1) | 26.5 (79.7) | 26.2 (79.2) | 26.9 (80.4) | 27.7 (81.9) | 28.8 (83.8) | 28.8 (83.8) | 28.1 (82.6) |
| متوسط درجة الحرارة الصغرى °م (°ف)                                                                                            | 24.0 (75.2) | 25.5 (77.9) | 25.9 (78.6) | 25.6 (78.1) | 24.9 (76.8) | 24.1 (75.4) | 23.8 (74.8) | 23.4 (74.1) | 23.8 (74.8) | 24.0 (75.2) | 24.8 (76.6) | 24.4 (75.9) | 24.5 (76.1) |
| أدنى درجة حرارة °م (°ف) | 15.2 (59.4) | 16.7 (62.1) | 19.9 (67.8) | 20.0 (68.0) | 19.2 (66.6) | 18.0 (64.4) | 16.7 (62.1) | 17.1 (62.8) | 18.0 (64.4) | 16.4 (61.5) | 18.6 (65.5) | 15.6 (60.1) | 15.2 (59.4) |
| الهطول مم (إنش) | 13.3 (0.52) | 16.4 (0.65) | 67.3 (2.65) | 97.3 (3.83) | 148.8 (5.86) | 180.5 (7.11) | 74.4 (2.93) | 30.1 (1.19) | 72.3 (2.85) | 101.9 (4.01) | 20.4 (0.80) | 7.6 (0.30) | 830.3 (32.69) |
| متوسط أيام هطول الأمطار (≥ 1.0 mm)                                                                                           | 1.2 | 1.9 | 4.5 | 7.5 | 11.9 | 14.4 | 8.4 | 7.0 | 10.0 | 9.4 | 3.2 | 0.7 | 80.1 |
| متوسط الرطوبة النسبية (%) | 79 | 81 | 82 | 82 | 84 | 86 | 87 | 86 | 86 | 85 | 84 | 82 | 84 |
| ساعات سطوع الشمس الشهرية | 222.4 | 214.8 | 228.0 | 218.0 | 217.8 | 141.3 | 135.4 | 147.5 | 168.4 | 218.0 | 240.6 | 227.2 | 2٬379٫4 |
| المصدر #1: الإدارة الوطنية للمحيطات والغلاف الجوي (NOAA) (الرطوبة وأشعة الشمس 1961-1990)                                     | | | | | | | | | | | | | |
| المصدر #2: Meteo Climat (record highs and lows)                                                                              | | | | | | | | | | | | | |

## توأمة
للومي اتفاقيات توأمة مع كل من:
- دويسبورغ (1973 - )
- تايبيه (1966 - )
- شنجن

## أعلام
- كوسي أغاسا
- داري نيبومبي
- إيمانويل أديبايور
- سيلفانوس أوليمبيو
- ماساماسو تشانغاي
- جان-بول أبالو